# Kholeh Ahavah Beshikun Gimel
Kholeh Ahavah Beshikun Gimel é um filme de drama israelita de 1995 dirigido e escrito por Savi Gabizon. Foi selecionado como representante de Israel à edição do Oscar 1996, organizada pela Academia de Artes e Ciências Cinematográficas.

## Elenco
- Avigail Ariely
- Asher Atlas
- Hanna Azoulay Hasfari
- Shmil Ben Ari
- David Danino